# Melanoplus warneri
Melanoplus warneri är en insektsart som beskrevs av Little 1932. Melanoplus warneri ingår i släktet Melanoplus och familjen gräshoppor. Inga underarter finns listade i Catalogue of Life.